# جیم توماس (تنیس‌باز)
 جیم توماس (انگلیسی: Jim Thomas؛ زاده ۲۴ سپتامبر ۱۹۷۴) یک تنیس‌باز اهل ایالات متحده آمریکا است.